# Cagiva Tamanaco
La Tamanaco (prodotta dal 1988 al 1991) è una motocicletta da deserto-stradale ossia capace d'andare su terreni sabbiosi come sull'asfalto, prodotta dalla casa motociclistica Cagiva nella sola cilindrata da 125 cm³. Una variante della moto venne prodotta anche in versione 50 cm³ dal 1988 al 1990, ma venne commercializzata con il nome di Cocis.

## Descrizione
Nacque nel 1988 come evoluzione della Cagiva Cruiser adottando un nuovo parafango anteriore con un profilo basso e il doppio faro rotondo al posto del faro singolo quadrato (in realtà si tratta dello stesso doppio faro in corpo unico della Freccia C10, ricoperto da una griglia in plastica amovibile).
La moto si differenzia per il nuovo motore (cilindro e pistone), il nuovo telaio, sempre in acciaio ma rivisto, il nuovo forcellone, sempre scatolato in acciaio ma anch'esso rivisto, le forcelle maggiorate che diventano a steli rovesciati. Da rilevare l'adozione di un nuovo carburatore sempre da 28 mm (che dalla matricola 4P003106 ha configurazioni differenti, adoperando una valvola gas, uno spillo conico e un polverizzatore diversi).
La produzione di questa motocicletta continua dal 1990 al 1991 con la variante Cagiva N90. Il nuovo modello venne prodotto non come sostituzione, bensì come modello parallelo, più votato all'aspetto stradale rispetto al Tamanaco, a discapito delle performance fuoristrada per via dell'assetto delle forcelle e del cambio a 7 rapporti (derivante da quello della Cagiva Mito, dalla quale deriva anche il gruppo ottico sempre ricoperto da una mascheratura, e non più dalla Cagiva Freccia C10 a 6 rapporti, che fraziona meglio la potenza nell'impiego fuoristrada del mezzo). Si differenzia esteticamente dal precedente per le nuove carene più tondeggianti, il blocco motore a 7 rapporti con avviamento ora esclusivamente elettrico e non più combinato pedivella/elettrico, valvola allo scarico elettronica e non più meccanica, l'assetto delle forcelle, gli pneumatici dalla tassellatura decisamente meno accentuata ed il nuovo quadro strumenti, entrambi più simili a quelli della Cagiva Elefant 900i.e. vincitrice del Rally Parigi Dakar del 1990.